# Good Earth Teas
Good Earth Teas Inc. je distributor čaje se sídlem v kalifornském Santa Crus, USA. Dnes je součástí holdingu Tetley US Holdings Ltd., dceřiné společnosti Tata Tea Ltd. Čaje prodává pod značkou Good Earth.

## Historie
- 1972 – Good Earth Teas Inc. založena svou mateřskou společností Fmail Herb Company.
- konec 70. let 20. století – Good Earth Teas Inc. začíná prosazovat značkové čaje v restauracích Good Earth.
- 1988 – začátek prodeje sáčkových čajů pod značkou Good Earth v obchodní síti v Kalifornii.
- říjen 2005 – společnost se stala součástí holdingu Tetley US Holding Ltd., součásti indické společnosti Tata Tea Ltd.

## Význam a produkce
Good Earth Teas Inc. produkuje více než 40 druhů čajových směsí, obchodním cílem je především Kalifornie v USA. Společnost nabízí zelené, černé a bílé čaje, rooibos, bylinné a léčivé směsi, ovocné čaje a kávu.

## Společenská angažovanost
Společnost podporuje iniciativu American Forests, kde její podpora umožnila výsadbu 40 000 stromů. Svou podporu poskytla také jihoafrické iniciativě Original T-Bag Designs, která originálním způsobem pomáhá zlepšovat život místních lidí v Jihoafrické republice.

## Vybrané známější značky
- Good Earth